# Igea
Igea – gmina w Hiszpanii, w prowincji La Rioja, w La Rioja, o powierzchni 54,25 km². W 2011 roku gmina liczyła 698 mieszkańców.